# Heidedornfinger
Der Heidedornfinger oder die Heide-Sackspinne (Cheiracanthium erraticum) ist eine Spinne aus der Gattung Dornfinger in der Familie der Dornfingerspinnen (Cheiracanthiidae, früher Cheiracanthidae geschrieben, einige Autoren bevorzugen den Ersatznamen Eutichuridae). Die Art ist paläarktisch verbreitet und überdies in Mitteleuropa der häufigste Vertreter der Familie.

## Merkmale

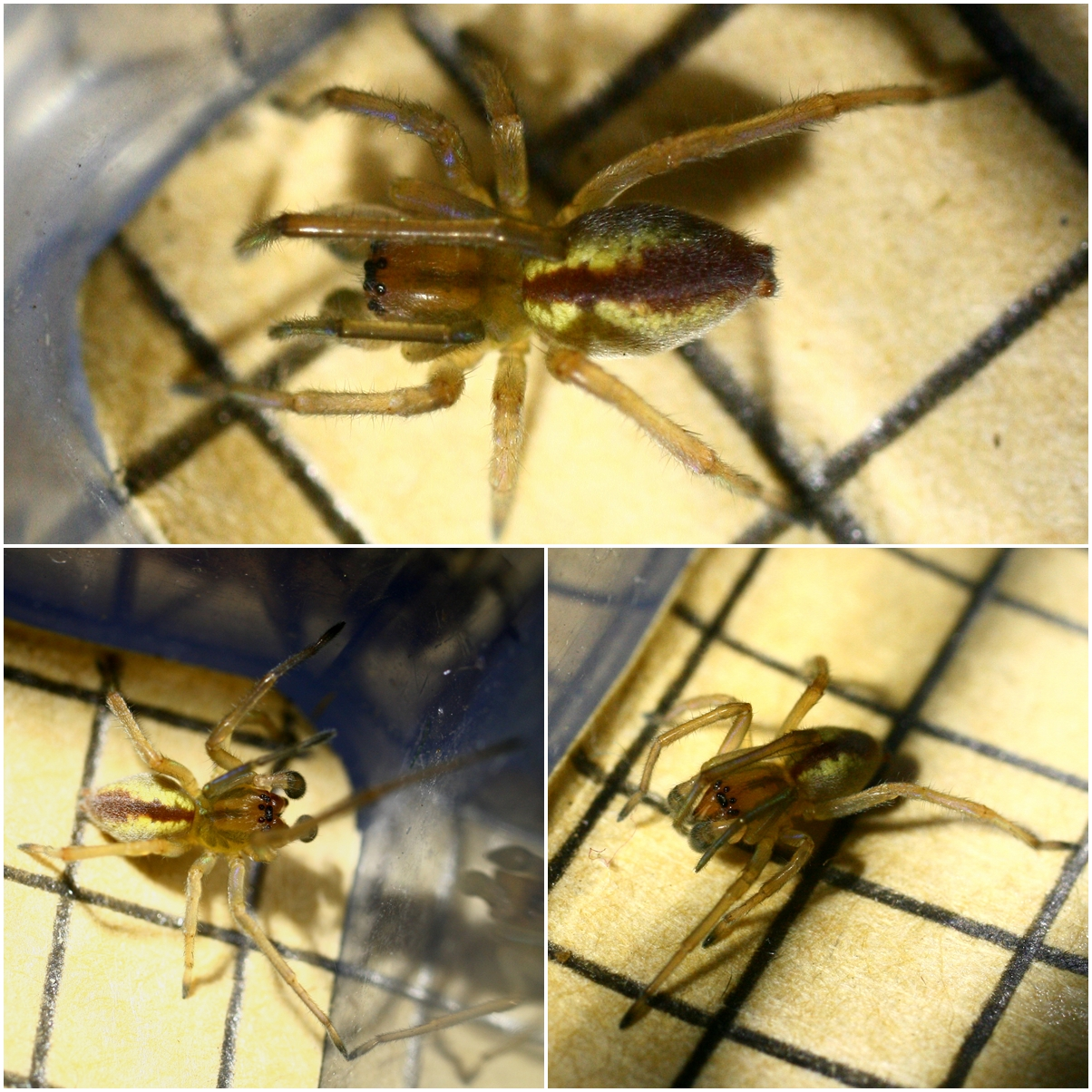
Verschiedene Ansichten eines Männchens

Das Weibchen des Heidedornfingers erreicht eine Körperlänge von acht bis neun und das Männchen eine von fünf bis 6,5 Millimetern, wovon das Prosoma (Vorderkörper) beim Weibchen 2,1 bis 3,9 Millimeter und beim Männchen 2,5 bis 2,9 Millimeter einnimmt.
Das Prosoma sowie die Beine des Heidedornfingers sind gelbbraun bis grünlich gefärbt. Die Spitzen der Cheliceren (Kieferklauen) erscheinen deutlich verdunkelt. Beim Männchen sind die Cymbia (Bestandteile der Bulbi, bzw. männlichen Geschlechtsorgane) mit einem Sporn versehen, der kaum die Hälfte der Tibien (Beinschienen) der Pedipalpen (umgewandelte Extremitäten im Kopfbereich, an denen sich u. a. die Bulbi befinden) überragt. Die Spitze des Cymbiums entspricht in der Länge über einem Drittel des Cymbiums selber ohne dessen Sporn.
Das Opisthosoma (Hinterleib) der Art besitzt eine gelblich grüne Grundfärbung. In dessen Zentrum verläuft ein durchgehender, gelb gesäumter und dunkelroter Längsstreifen. Die beim Weibchen dort unterseits befindliche Epigyne (weibliches Geschlechtsorgan) weist zwei geschlängelte Spermatheken (Einführorgane) auf.

### Ähnliche Arten

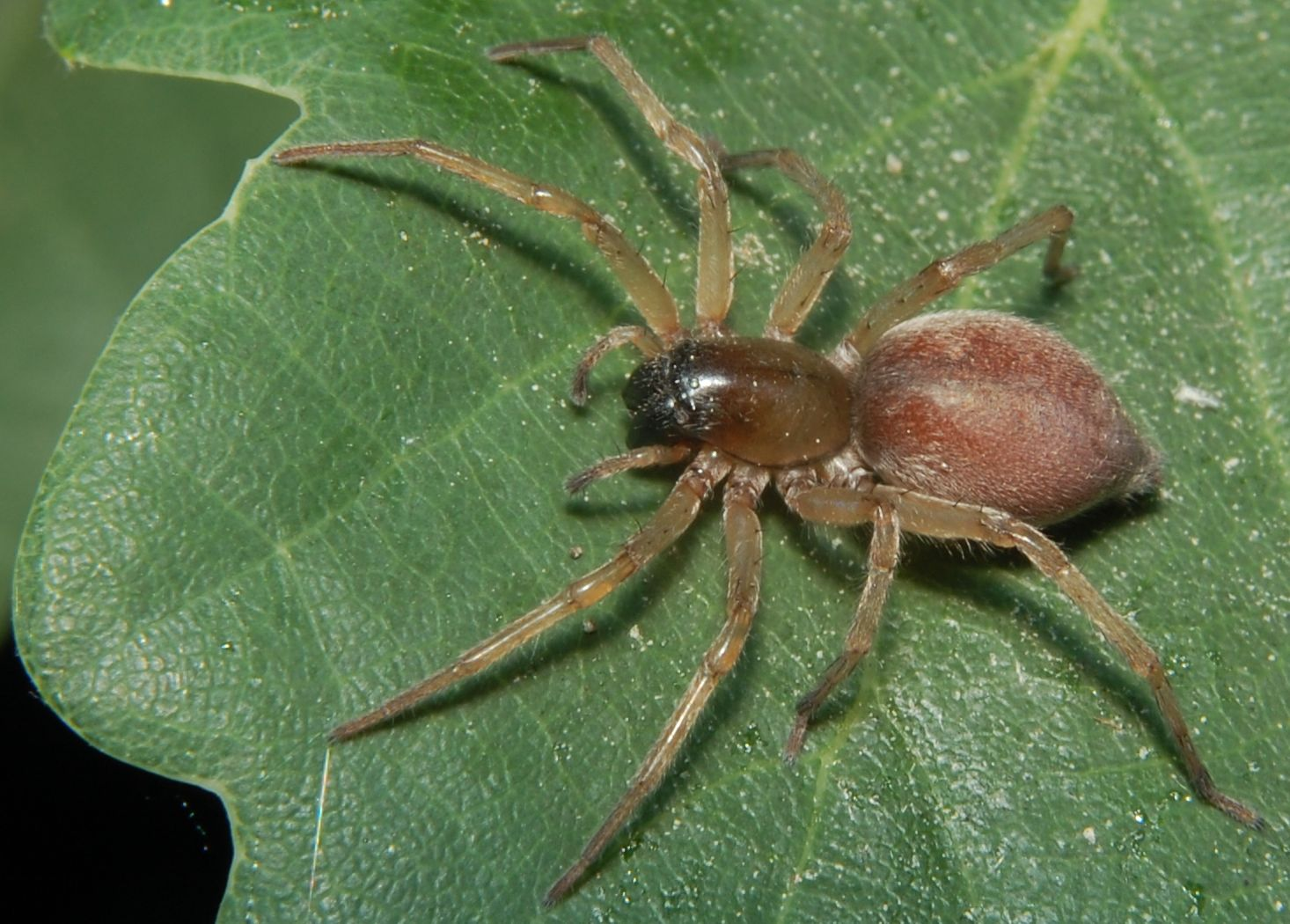
Weibchen von Clubiona pallidula aus der Familie der Sackspinnen (Clubionidae)

Es kommen auch in Mitteleuropa weitere ähnliche Arten der Gattungen vor, die sich dann zumeist nur durch genitalmorphologische Merkmale sicher voneinander unterscheiden lassen. Viele dieser Arten sind allerdings stärker an spezielle Biotope gebunden und kommen somit deutlich seltener als der Heidedornfinger vor. Ein Beispiel für eine solche abgrenzbare Art ist Pennys Dornfinger (Cheiracanthium pennyi).
Darüber hinaus kann der Heidedornfinger wie alle Dornfingerspinnen mit Arten der Familie der Sackspinnen (Clubionidae), zu der sie früher gezählt wurden, verwechselt werden. Besonders die Eigentlichen Sackspinnen (Clubiona) ähneln dem Heidedornfinger. Allerdings ist bei allen Dornfingerspinnen einschließlich dem Heidedornfinger das erste Beinpaar deutlich länger als das folgende, bei den Eigentlichen Sackspinnen ist das zweite Beinpaar länger. Darüber hinaus ist bei den Eigentlichen Sackspinnen anders als bei den Dornfingerspinnen die hintere der beiden Augenreihen länger als die vordere.

## Vorkommen

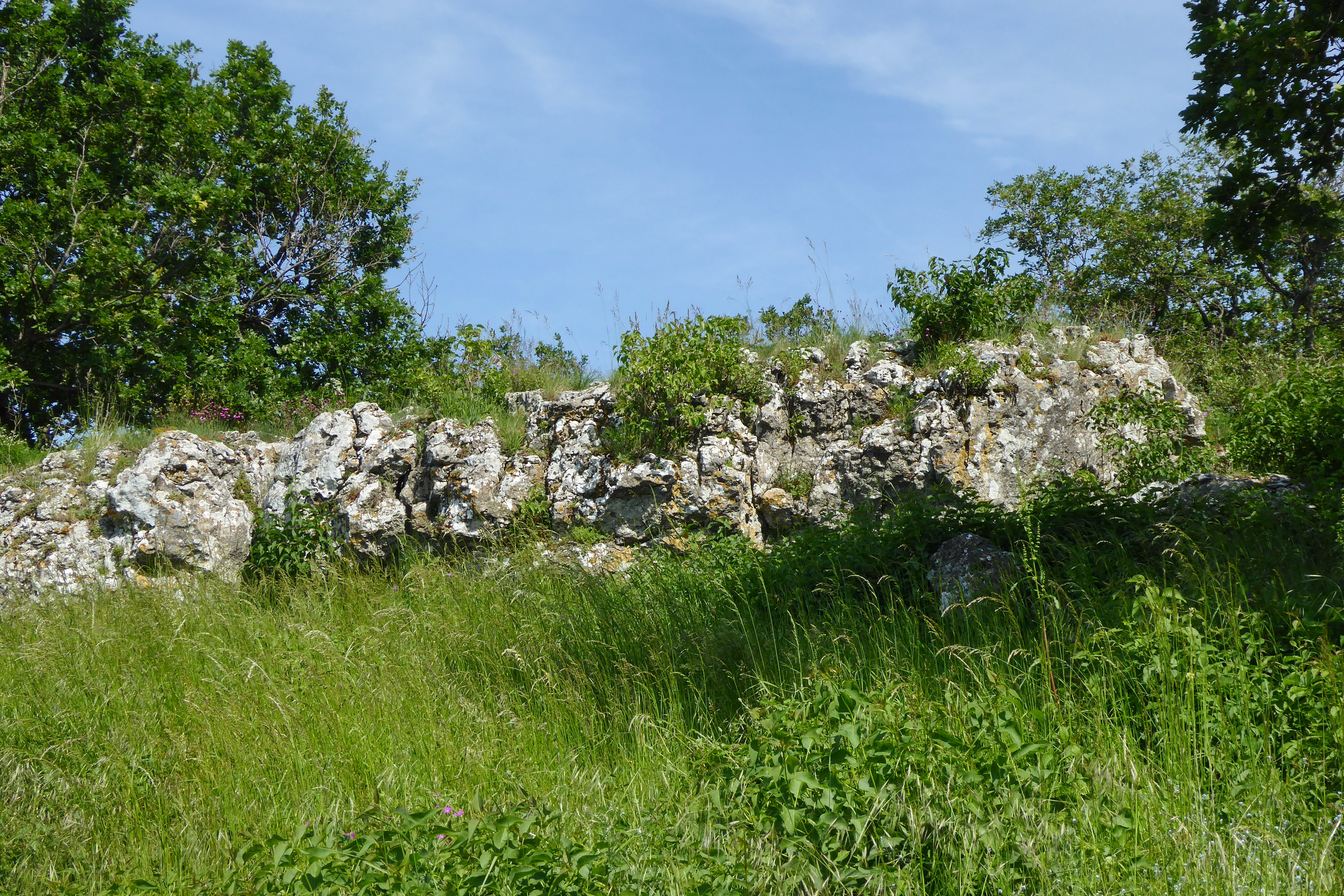
Offene und trockene Graslandschaften wie diese im Naturschutzgebiet Goldberg (Naturraum Nördlinger Ries und Bundesland Baden-Württemberg) bilden den Lebensraum des Heidedornfingers.

Der Heidedornfinger hat ein großes Verbreitungsgebiet, das Europa, die Türkei, Kaukasien, Russland vom europäischen bis zum fernöstlichen Teil, den Iran, Zentralasien, China, Korea und Japan umfasst. Dort ist die Art in Höhen von bis zu 700 Metern über dem Meeresspiegel nachgewiesen.
Das bevorzugte Habitat des Heidedornfingers sind trockene oder etwas feuchte und offene Flächen, die mit niedriger Vegetation (etwa Kräutern, niedrigem Gebüsch oder Gräsern) bewachsen sind. Beispiele für derartige Lebensräume sind sonnige Waldränder und Feuchtwiesen und in Norddeutschland zusätzlich auch leicht vergraste Heideflächen. Die Spinne hält sich inmitten der Vegetation auf.

### Bedrohung und Schutz
Der Heidedornfinger ist in Mitteleuropa vielerorts häufig und überdies die häufigste Art der Familie in diesem Gebiet. In der Roten Liste gefährdeter Arten Tiere, Pflanzen und Pilze Deutschlands wird die Art als „ungefährdet“ eingestuft und genießt keinen Schutzstatus.
Der globale Bestand des Heidedornfingers wird von der IUCN nicht gewertet.

## Lebensweise
Der Heidedornfinger ist wie alle Dornfingerspinnen vornehmlich nachtaktiv und jagt freilaufend ohne Fangnetz als Lauerjäger andere Gliederfüßer in passender Größe, während er sich am Tag in einem Wohngespinst aufhält, das den sackförmigen der Sackspinnen (Clubionidae) ähnelt. Für dieses Gespinst werden oftmals Grashalme oder einzelne Blätter zusammengesponnen.

### Phänologie
Die Aktivitätszeit des Heidedornfingers liegt beim Weibchen zwischen März und Oktober. Beim Männchen ist die Zeitspanne mit einem Zeitraum zwischen März und Juli wesentlich kürzer.

### Fortpflanzung

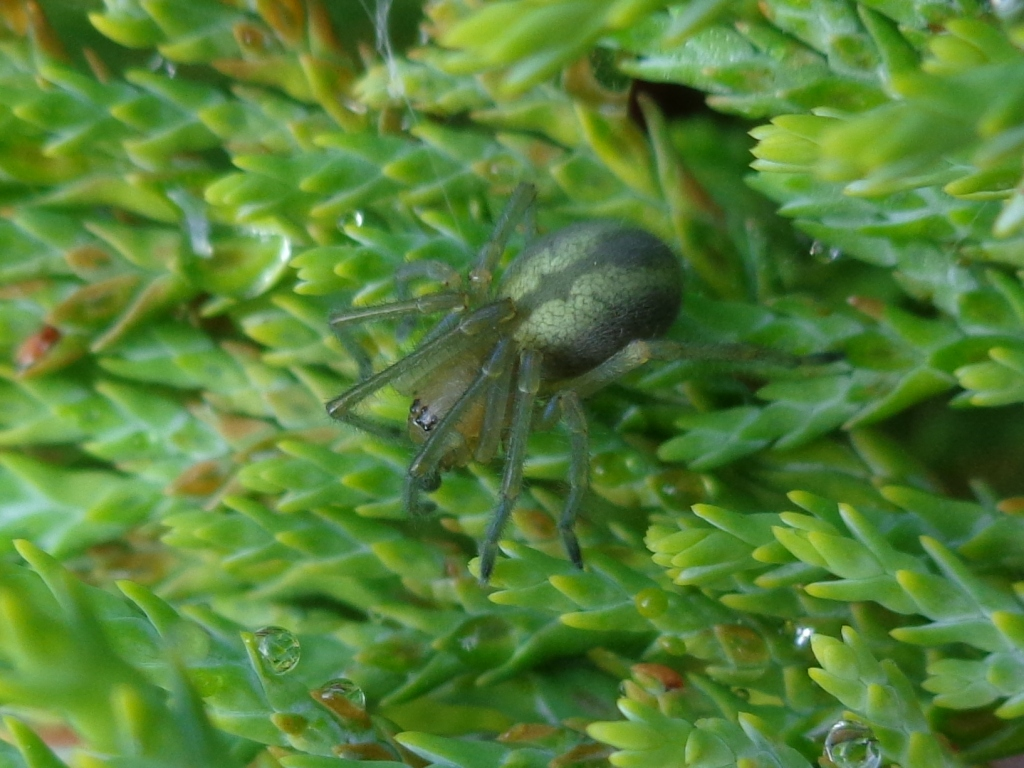
Junges Weibchen in der Vegetation

Die Paarungszeit des Heidedornfingers findet zwischen März und Juni statt. Ab Juli beginnt ein begattetes Weibchen dann auch einen Eikokon in seinem Wohngespinst anzulegen. Die Jungtiere verbleiben noch einige Zeit bei dem Weibchen und werden von diesem wie der Eikokon vehement gegen mögliche Prädatoren (Fressfeinde) verteidigt. Öffnet man die Behausung, nimmt das Weibchen die für Dornfingerspinnen typische Drohgebärde ein, bei dem die Cheliceren abgespreizt werden. Im Gegensatz zu größeren Arten der Familie, etwa dem Ammen-Dornfinger (Cheiracanthium punctorium), ist es dem Heidedornfinger allerdings nicht möglich, die menschliche Haut zu durchdringen.
Nach einiger Zeit verlassen die Jungspinnen das Wohngespinst ihrer Mutter und verselbstständigen sich, sodass auch spät im Jahr bereits Jungspinnen anzutreffen sind, die noch nicht die Färbung der adulten Tiere zeigen, aber bereits das ausgefärbte Mittelband auf dem Opisthosoma aufweisen. Die Jungtiere verhalten sich wie die ausgewachsenen Spinnen und legen ebenfalls Wohngespinste an. Die Geschlechtsreife erlangen sie im folgenden Jahr.

## Systematik
Der Heidedornfinger wurde bei der Erstbeschreibung 1802 vom Erstbeschreiber Charles Athanase Walckenaer wie damals alle Spinnen in die Gattung Aranea eingeordnet und erhielt die Bezeichnung A. erratica. Die heute gängige Bezeichnung Cheiracanthium erraticum wurde 1861 von Nicolas Westring eingeführt und wird seit 1925 durchgehend als Bezeichnung für die Art angewandt.
Bedingt durch die mehrfachen Umbenennungen und Umstellungen weist der Heidedornfinger heutzutage eine Vielzahl an Synonymen auf. Diese lauten:
- Clubiona erratica Walckenaer, 1805
- Clubiona nutrix Hahn, 1831
- Clubiona dumetorum Hahn, 1833
- Bolyphantes equestris C. L. Koch, 1837
- Cheiracanthium carnifex C. L. Koch, 1839
- Anyphaena erratica Simon, 1864
- Cheiracanthium erroneum O. Pickard-Cambridge, 1873
- Cheiracanthium orientale Kulczyński, 1885

## Galerie

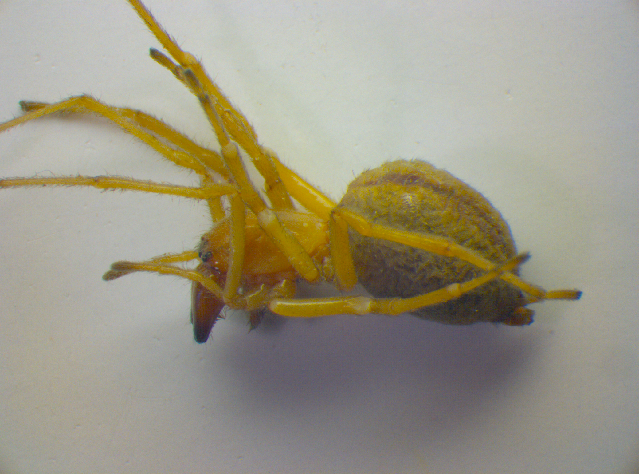
Lateralansicht eines Weibchens
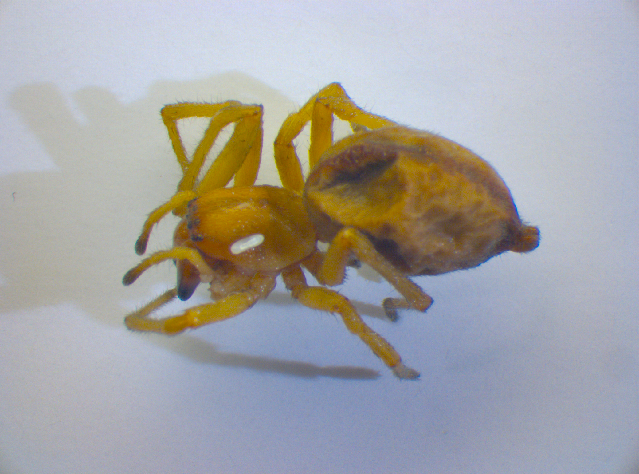
Dito
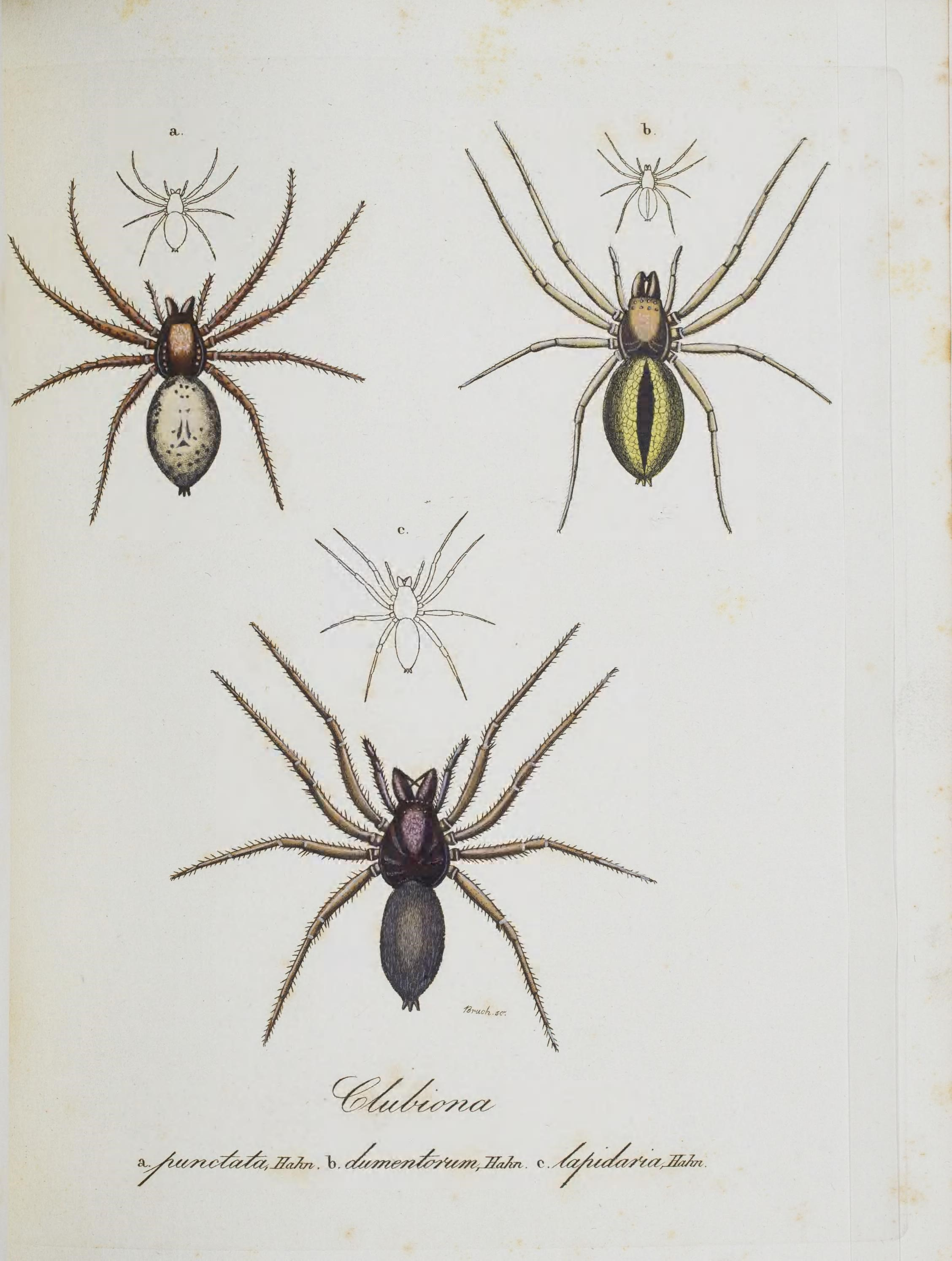
Ausschnitt aus Monographia Aranearum = Monographie der Spinnen von Carl Wilhelm Hahn (1820)